# Душан Џакић
Душан Џакић (Београд, 17. јануар 1987) српски је ММА борац.

## Почеци и рана каријера
Још у раном детињству Џакић је показивао интересовање за борилачке вештине. Пре него што је почео да се бави ММА спортом, тренирао је бокс и кик бокс у којем је имао двадесет два меча и шеснаест победа. На ММА га је усмерио Јован Манојловић, оснивач и руководилац једног од најуспешнијих српских 5 ММА тимова- "Цар Душан Силни". Свој први меч у професионалној каријери рођени Београђанин је имао осамнаестог децембра, 2005. године против хрватског борца Емануела Ћибарића који га је поразио. У наредним годинама Џакић ће имати низ борби против, већином српских бораца да би 2010. године имао свој први меч на Professional Fighting Championships турниру у Русији где је Џакић поражен од украјинског борца Александера Воитенка.

## Даљи ток каријере, повреде и последњи меч
Након пораза од Воитенка Џакић је имао два меча на WFC- у 2010. и 2011. године и на оба меча српски борац је тријумфовао. Након тих победа, Џакић је имао још наступа на интернационалним турнирима. На FFC- У 2013. године, поражен је од Приможа Врбинца, још један пораз забележио је на ММАA Areni 3 против Бохумила Лунгрика, где је задобио тешку повреду десног ока и привремено је изгубио вид на њему. Учествовао је на FFC- у 18 и 20, 2015. године. Поражен је у првом мечу против Ивана Глухака али је на следећем мечу у FFC- у 20 уписао победу против словенског борца Бојана Коседнара. Исте године је учествовао на МFC- у 3 и поразио је Игора Петкова.
Још једну тешку повреду ока Џакић је доживео 2016. године на мечу у Подгорици, на МFC 4 турниру на коме је поразио Слађана Драгишића, показавши притом изузетну издржљивост, будући да је успео да тријумфује са потпуно затвореним оком.
Свој последњи меч Душан је имао тринаестог априла 2018. године у CFL 2 ММА борби у којој је поразио Данијела Бојку Аранђеловића. Тај меч је одржан у Штарк арени пред београдском публиком.
У својој професионалној MMA каријери Душан Џакић има скор од двадесет две победе и дванаест пораза.

## Приватан живот
Душан Џакић је један од главних људи који су заслужни за промовисање ММА у Србији, веома је популаран на друштвеним мрежама и чест је гост разних интернет емисија, важи за особу која отворено говори о свему и залаже се за промоцију здравог живота.